# Absolvo te
Absolvo te ist ein Roman der deutschen Schriftstellerin Clara Viebig aus dem Jahr 1907. In dem häufig mit Gustave Flauberts Madame Bovary verglichenen Roman versucht eine junge Frau, sich ihres ungeliebten, älteren Mannes zu entledigen. Letztlich nimmt sich der Ehemann selbst das Leben.

## Handlung
Die junge Sofia ist auf Drängen ihrer Mutter an den älteren, verwitweten Anton Tiralla verheiratet worden. Tiralla ist Eigentümer des Gutes Starydwor in dem deutsch-polnischen Dorf Starawies. Die Mutter, eine verarmte Lehrerwitwe, hatte auf die Verbindung gedrängt, da sie eine Möglichkeit sieht, bitterer Armut zu entkommen. Dass sie die gebildete und religiös-schwärmerische Tochter an einen gutmütigen, aber derben und plump-begehrlichen Mann gleichsam verkauft, ist dabei der Mutter gleich.
Nach fünfzehn Jahren unglücklicher Ehe will Sofia sich des Gatten entledigen. Sie schürzt vor, im Keller seien Ratten und bittet um Gift. Die lebenslustige Magd Marianna durchschaut die Absicht ihrer Herrin, bewahrt aber Stillschweigen. Nachdem Tiralla das Gift besorgt hat, bereitet Sofia damit einen Kaffee, doch nicht der Ehemann, sondern die naschende Magd wird fast vergiftet.
Im Dorf beginnt man zu reden, zumal Marianna den Vorfall mit dem vergifteten Kaffee im Dorf ausplaudert. Dorfschullehrer Behnka, der in Sofia verliebt ist, will ihr helfen. Da er die Gutstochter Rozia unterrichtet, kann sich Behnka dort unverfänglich Zugang verschaffen. Er wird ein gern gesehener Gast, zudem er mit Tiralla kräftig zu trinken weiß.
Indes initiiert Sofia weitere Tötungsversuche. Sie will ihren Mann durch den Sturz der Kutsche in einen Graben loswerden, später durch ein giftiges Pilzgericht. Vor einem erneuten Versuch mit Rattengift wirft sie zunächst dem Federvieh vergiftete Körner hin – ohne zu wissen, dass Strychnin den Hühnern nicht schadet. Entnervt gibt sie Tiralla das anscheinend wirkungslose Gift zurück. Er zieht sich traurig zurück.
Die gemeinsame Tochter Rozia hat von ihrer Mutter einen religiös-schwärmerischen Zug geerbt, und da Sofia die träumerischen Gesichte der Tochter unterstützt, beschließt jene, ins Kloster zu gehen. Diesen Plan gibt das Mädchen kurzfristig auf, als Micholai, Tirallas erwachsener Sohn aus erster Ehe, von den Soldaten zurückkehrt und den attraktiven Kameraden Martin Beckier mitbringt. Doch Sofia gelingt es, der Tochter den jungen Mann auszuspannen und ihn zunächst für sich zu gewinnen.
Als Martin seine mahnende Mutter im Traum erscheint, beendet er seine Liaison mit Sofia und kündigt an, er werde das Gut verlassen. Sofia, in dem Glauben, Martin werde bleiben, wenn Tiralla stürbe, betört den Lehrer, den Alten zu animieren, sich zu Tode zu saufen. Behnkas Verhalten zieht den Ärger Micholais auf sich. Eines Abends passt er den Lehrer ab und verprügelt ihn, worauf jener aus dem Dorf verwiesen wird. Zuvor hat Tiralla jedoch Sofia und Behnka in vertrauter Pose gesehen. Er fühlt sich verraten und erhängt sich, wird zunächst mit vereinten Kräften gerettet, doch letztlich vergiftet sich Tiralla mit dem noch immer vorhandenen Rattengift.
Obwohl Sofia nun frei wäre, verlässt Martin fluchtartig das Gut. In einer surrealistischen Szene, in der Rozia mit den himmlischen Mächten verschmilzt, kündigt eine himmlische Stimme Vergebung an: „Ego absolvo te ab peccatis tuis.“

## Schreibmotivation Viebigs
Viebig beschreitet das Feld von Werken, von denen Madame Bovary von Gustave Flaubert die bekannteste Variante darstellt. Sie äußert über ihre Motivation zur Abfassung dieses Romans, 1890 sei ihr der Neue Pitaval in die Hände gefallen, in welchem ihr der Prozess der Geheimrätin Sophie Charlotte Elisabeth Ursinus einen bleibenden Eindruck hinterlassen habe. Damals habe sie der Wunsch beseelt, dem psychologischen Rätsel dieser hysterischen sensitiven giftmischenden Frau nachzugehen. Dieses Interesse sei aufgrund weiterer Strafprozesse vertieft worden: in Trier gegen eine Försterfrau, die ihren Mann mit Arsenik vergiftet hatte, durch einen Gattenmord aus dem Osten und einen Prozess aus Posen:

„Eine Frau, die mit Beihilfe ihres Freundes, des Dorflehrers, und mit einiger Unterstützung ihrer Magd den Gatten durch Gift und Branntwein zu Tode bringt!“

Auffallend sei eine große Religiosität und Kirchlichkeit der Täterinnen gewesen, die „von ihrer Umgebung und ihren Seelsorgern bestätigt worden wäre, und das Fehlen des Bewußtseins der eigenen verbrecherischen Sündhaftigkeit.“ Viebig stellt einen Zusammenhang her zwischen Religiosität und Verbrechen und begründet, dass die Überspannung der auf Gebetsworte gesetzten Hoffnungen die Brücke sei, auf der die Heiligen für alle Wünsche herunterbemüht werden; der fehlgeleitete Glaube erkläre ihre Verbrechen und entschuldige sie. Zudem sieht Viebig in einer mystisch-erotischen Heiligenverehrung den Schlüssel zum Charakter der Frau und ihrer Entsühnungsmöglichkeit.

## Interpretationsansätze

### Rezensionen und Reaktionen
Das Echo auf Viebigs ungewöhnliches Thema ist gemischt und erfährt insbesondere, wegen der Darstellung einer Protagonistin, die in einem falsch verstandenen Glauben lebt, von katholischer Seite erhebliche Kritik. Der Roman wird bezeichnet als „einen der peinlichsten und quälendsten modernen Werke“, in dem „alle Abgründe der weiblichen Seele mit einem […] grausamen Rafinnement aufgedeckt“ würden, und „ein Hohelied des Meuchelmordes, der weiblichen Tücke, der Hysterie, der widerlichsten Mischung sexuellen und religiösen Wahnsinns.“ Auch ist die Rede von einem argen Fehlgriff und einer Anleitung für unverstanden Frauen, sich ihres lästigen Ehemannes zu entledigen, in der „zwischen heuchlerischer, himmlischer Liebe zu Gott, zu seiner Religion und den ungezähmten Liebeslüsten einer von einer krankhaften Manie befallenen Frau den Geschmack tief verletzendes Hin und Her gespielt.“ werde.
Andere zeitgenössische Rezensenten loben die Handlungsführung, den Aufbau, oder die thematische Vielfalt Viebigs.
Bei späteren Betrachtungen werden insbesondere Parallelen zwischen Viebigs „Absolvo te“ und Flauberts „Madame Bovary“ festgestellt. Ein anderer Blick wird mit der Verortung der Romanhandlung im Gebiet der „Ostmark“ eingenommen. Der Nationalitätenkonflikt und das problematische Verhältnis zwischen Deutschen und Polen um 1900 bilde allerdings nur den Hintergrund des Romans.

### Zum Motiv der Schuld
Viele interpretatorische Ansätze, die sich mit der Darstellung des falsch verstandenen Glaubens einer Frau beschäftigen, vernachlässigen, dass Viebig hier eines ihrer Lieblingsthemen gestaltet: die Beurteilung von Verbrechen und Schuld vor dem Hintergrund der Motive, aus denen die Tat entspringt. Die zahlreichen Facetten von Schuld und Rechtfertigung stellt Viebig durch ihre mehrperspektivische Erzählstrategie, die Gewährung von Innensicht in die Figuren sowie erläuternde Rückblicke dar. Zudem sind die mehrfachen Mordversuche der Frau Tiralla, die von Rezensenten als langatmige Wiederholung kritisiert werden, eine geschickte erzählerische Anlage, um die Frage der Schuld in einem breiten Rahmen zu behandeln.

#### Arten der Schuld und ihrer Rechtfertigung
Während „juristische Schuld“ klar definiert und leicht erkennbar ist, kann „moralische Schuld“ kaum in Gesetzen oder Geboten gefasst werden. Sie liegen im Gewissen des Einzelnen und ändert sich je nach den Umständen und dem Zeitgeist.
Eindeutig mit juristischer Schuld belastet sich Sofia Tiralla durch ihre Mordversuche. Ferner ist die Aufforderung an Behnka:

„Pan Tiralla muß sterben, und du – du mußt mir helfen dazu!“

eine Anstiftung zur Beihilfe. müsste Auch müsste sie sich wegen unterlassener Hilfeleistung gegenüber ihrem alkoholkranken Mann verantworten, insbesondere nach dessen Selbstmordversuch. Als der Propst insistiert, man müsse „unbedingt den Doktor holen lassen“, antwortet sie lediglich „mit einem seltsamen Lächeln.“
Als Gutsbesitzer von Starydwor und Ehemann nutzt Tiralla allerdings seinen Status als unumschränkter Herrscher aus. Vor anderen Männern, insbesondere dem Lehrer, prahlt er mit den Reizen seiner Frau und erzählt „allerlei, was sonst ein Ehemann anderen Männern nicht mitteilt.“ (S. 88) Mit der Magd treibt er „seine Späße“ (S. 193), die bisweilen „recht handgreiflich“ (S. 194) sind. Die Ehe mit einer jungen Frau ist für ihn nichts Anstößiges. So sagt er zu der dreizehnjährigen Rozia, die er verheiraten will: „Ein Frauchen kann gar nicht jung genug sein“ (S. 99). Selbst den Propst, das Gewissen der Dorfgemeinschaft, hat Tiralla nicht zu fürchten, denn dieser wisse „doch auch recht gut, was einem gesunden Mann zukommen[e]!“ (S. 17)
In diesem Sinne rät er Rozia, sie solle zu ihrem Ehemann „immer hübsch entgegenkommend“ (141) sein. Auch ist er der Auffassung: „Eine Frau hat zu gehorchen. Er war derjenige, der zu bestimmen hatte!“ (S. 125), wenngleich er häufig Sofias Willen akzeptiert. Tiralla fehlt jegliches Unrechtsbewusstsein für eine moralische Schuld seines Verhaltens, da dieses innerhalb des gesellschaftlichen Gefüges der ländlichen Gegend und der geltenden Normen um 1900, gesellschaftlich sanktioniert ist. In diesem Sinne fragt er sich mehrmals:

„Was – was – habe ich dir getan? […] Ich tat dir doch nichts“ (S. 11);  „Er zermarterte sein Gehirn: was hatte er ihr getan? Aber er fand nichts.“

Insofern steht Sofia dem gesellschaftlich sanktionierten Gebaren des Ehemannes machtlos vis-à-vis.

### Der Ursprung der Schuld
Schließlich wendet sich Viebig in ihrem Roman der Frage zu, wo der Beginn des „Schuldig-werden“ überhaupt anzusetzen ist.
Bei der von Leben misshandelten Sofia liegt der Auslöser für alle schuldhaften Handlungen im Widerwillen gegen Tiralla:

„Ich mag dich nicht – ich verabscheue dich – ich, ich hasse dich!“

Im Laufe des Geschehens wird Sofias Schuldempfinden in einem Abstumpfungsprozess erstickt.
Auch Behnka, der ärmliche Dorfschullehrer, verstrickt sich zunächst gedanklich in Schuld. Doch Behnka kann sein Gewissen nicht ausschalten:

„Ihm war nicht wohl zumute, sehr schlecht sogar; ihm war, als habe er sich viel zu weit hinreißen lassen.“

Den Ursprung allen Schuldig-Werdens verortet Viebig im Gedanken: Ein vom Leben betrogener Mensch lässt sich zu Hassgefühlen hinreißen, die schließlich zu schuldhaften Handlungen führen.
Resümee
Bis auf die positiv gezeichnete Figur der Rozia laden alle Figuren des Romans „Absolvo te“ juristische oder moralische Schuld auf sich, doch durch die gleichzeitige Darstellung von Rechtfertigungsgründen bricht Clara Viebig eine starre Täter-Opfer-Opposition auf. So gilt auch für diesen Roman das, was Viebig zu ihrer „Schuldigen“, in ihrem Schauspiel „Barbara Holzer“, ausführt: Das Publikum „soll sie nicht freisprechen, wohl aber verstehen“. Hier paart sich Viebigs soziales Engagement mit ihrer Gabe des „tout comprendre – tout pardonner“, das den schuldhaften Menschen nicht nur als juristischen Fall sieht, der nach festen Vorgaben bewertet wird. Freilich wirbt Viebig in diesem Roman nur implizit um Verständnis für das Handeln der Figuren, wodurch die Problematik durch Lektüre erarbeitet werden muss und es dem Leser überlassen bleibt, sich sein Urteil zu bilden.
Dadurch, dass fast alle Figuren sich als Täter und Opfer zugleich erweisen, erhält der Spruch „Ego absolvo te…“ Allgemeingültigkeit zur Erlösung einer Menschheit, in der die Komplexität des Guten und das Bösen  es kaum erlaubt, einen Menschen in Bausch und Bogen zu verurteilen.

## Veröffentlichungsgeschichte und Ausgaben
Zu Viebigs Roman sind, nachdem er 1906/07 in der Berliner Illustrirten Zeitung vorabgedruckt ist, spontan 18 Auflagen zu verzeichnen, bis 1928 folgen weitere zehn. Nach der Transformation des Romans in das Opernlibretto ›Die Môra‹ 1920 sowie dessen Vertonung durch Clara Viebigs Sohn, den Komponisten Ernst Viebig, entsteht erneutes Interesse. Auch gibt es zahlreiche Veröffentlichungen im Ausland: Von 1907 bis 1911 werden Übersetzungen ins Schwedische, ins Niederländische, ins Englische, ins Französische und ins Russische angefertigt.

### Veröffentlichungen in deutscher Sprache
- Roman in Fortsetzungen, in: Berliner Illustrirte Zeitung, Berlin: Ullstein, v. 16.12.1906 – 14.04.1907.
- 1.–18. Aufl., Berlin: Fleischel 1907 [392 S.]
- Auszüge in Badener Zeitung, 28. Jg. Nr. 68 v. 24.08.1907 (1–4).
- 19. Aufl., nicht nachgewiesen
- 20. Aufl., Berlin: Fleischel [392 S.]
- 21. Aufl., Berlin: Fleischel 1919 [392 S.].
- Roman in Fortsetzungen, in: Republik. Norddeutsches Volksblatt – Sozialdemokratisches Organ für Oldenburg und Ostfriesland, 33. Jg. Nr. 251 v. 26.10.1919-Nr. 297 v. 20.12.1919 – Beilage – o. S. [1].
- 22. und 23. Aufl. nicht nachgewiesen
- 24.–26. Tsd., Stuttgart: Deutsche Verlagsanstalt 1922 [392 S.]
- 27.–28. Tsd., Stuttgart: Deutsche Verlagsanstalt o. D. [1928] [392 S.]

### Übersetzungen
- Ik scheld u kwijt (niederländ. ›Ich schwöre, du hast verloren‹), übers. v. J. Joanna Wesselink-van Rossum, Amsterdam: Maatschappij 1906 (512–820).
- Absolvo te (schwed.), übers. v. Signild Wejdling, Stockholm: Hierta 1907 [322 S.].
- Absolvo te: Ik scheld u kwijt (niederländ. Ich schwöre, du hast verloren‹), übers. v. J. Joanna Wesselink-van Rossum, Amsterdam: Maatschappij 1907 [352 S.].
- Absolution (engl.), übers. v. H. Raahauge, London: The Bodley Head o.D: [1908] [318 S.].
- Absolution (engl.), übers. v. H. Raahauge, New York/USA: Lane 1908 [318 S.].
- Pécheresse (französ. ›Sünderin‹), übers. v. Béatrix Rodès, in 5 Fortsetzungen, in: La Revue de Paris, Folge 1–3: 15. Jg. 6. Bd., H. 22 v. 15.11.1908 (225 ff.), H. 23 v. 01.12.1908 (546 ff.), H. 24 v. 15.12.1908 (772) und Folge 4 und 5: 16. Jg. H. 1 v. 01.01.1909 (123 ff.) und H. 2 v. 15.01.1909 (370 ff.).
- La Pécheresse (französ. ›Die Sünderin‹), übers. v. Béatrix Rodès, Paris: Juven 1909 [ 196 S.].
- Грѣхъ (altruss. ›Schuld‹), übers. v. N. Ievlevoj, Moskau: Verbickoj 1911 [172 S.].
- Отпускаются тебѣ грѣхи твои (altruss. ›Wir vergeben Dir Deine Schuld‹), übers. v. V. Koshevich, (Werkausgabe, Bd. 4), Moskau: Sablina 1911 [345 S.].